# 元曉大橋
元曉大橋（韩语：／ Wonhyo Daegyo）是一条横跨漢江的桥梁，位于韓國首爾特別市。桥梁两端连接龍山區和永登浦區，于1978年7月开始建造，1981年10月27日通车。